# Рей Гафтон
Рей Гафтон (англ. Ray Houghton, нар. 9 січня 1962, Глазго) — колишній ірландський футболіст, півзахисник.

## Клубна кар'єра
У дорослому футболі дебютував 1979 року виступами за «Вест Гем Юнайтед». У складі «молотобійців» провів три сезони, але так і не зміг пробитися до основного складу, взявши участь лише в одному матчі чемпіонату.
Згодом, з 1982 по 1987 рік, грав у складі «Фулгема» та «Оксфорд Юнайтед».
Своєю грою за останню команду привернув увагу представників тренерського штабу «Ліверпуля», до складу якого приєднався влітку 1987 року. Відіграв за мерсісайдців наступні п'ять сезонів своєї ігрової кар'єри. Більшість часу, проведеного у складі «Ліверпуля», був основним гравцем команди. За цей час двічі виборював титул чемпіона Англії, став дворазовим володарем Кубка Англії та триразовим володарем Суперкубка Англії з футболу.
Після цього захищав кольори клубів «Астон Вілла», «Крістал Пелес» та «Редінг».
Завершив професійну ігрову кар'єру у нижчоліговому клубі «Стівенідж», за який виступав протягом 1999—2000 років.

## Виступи за збірну
26 березня 1986 року дебютував в офіційних матчах у складі національної збірної Ірландії. Протягом кар'єри у національній команді провів у формі головної команди країни 73 матчі, забивши 6 голів.
У складі збірної був учасником чемпіонату Європи 1988 року у ФРН, чемпіонату світу 1990 року в Італії та чемпіонату світу 1994 року у США.

## Титули і досягнення
- Чемпіон Англії (2):

«Ліверпуль»: 1987-88, 1989-90
- Володар Кубка Англії (2):

«Ліверпуль»: 1988-89, 1991-92
- Володар Кубка англійської ліги (2):

«Оксфорд Юнайтед»: 1985–86
«Астон Вілла»: 1993–94
- Володар Суперкубка Англії (3):

«Ліверпуль»: 1988, 1989, 1990